# Alata
Alata ist eine französische Gemeinde im südlichen Teil der Insel Korsika mit 3.645 Einwohnern (Stand: 1. Januar 2022) im Département Corse-du-Sud. Alata gehört zum Arrondissement Ajaccio und zum Kanton Ajaccio-5. Die Einwohner werden Alatais genannt.

## Geographie
Alata liegt etwa sieben Kilometer nördlich von Ajaccio am Golf von Lava (Mittelmeer). Umgeben wird Alata von den Nachbargemeinden Appietto im Norden, Afa im Osten, Ajaccio im Süden sowie Villanova im Westen und Südwesten.
Die Gemeinde liegt im Weinbaugebiet Ajaccio. 

## Geschichte
Die Gemeinde wurde 1862 gegründet. Vor der Küste wurden um 1958 zahlreiche römische Goldobjekte (der so genannte Lava-Schatz) entdeckt und im illegalen Antikenhandel verkauft.

### Bevölkerungsentwicklung
| 1962 | 1968 | 1975 | 1982 | 1990 | 1999 | 2006 | 2012 |
| ---- | ---- | ---- | ---- | ---- | ---- | ---- | ---- |
| 391  | 410  | 452  | 1132 | 2077 | 2459 | 2820 | 3076 |

## Sehenswürdigkeiten

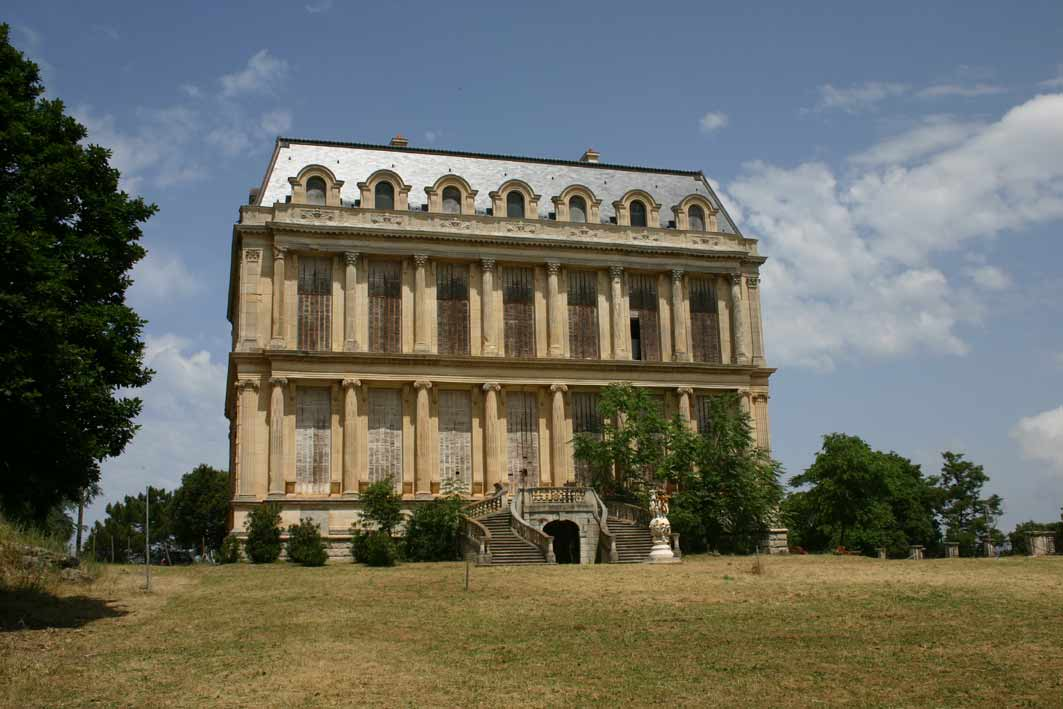
Schloss La Punta

- Schloss La Punta, Herrenhaus aus dem 19. Jahrhundert, Monument historique seit 1970/77
- Grabkapelle der Familie Pozzo di Borgo aus dem 19. Jahrhundert, Monument historique
- Kirche Saint-Pierre-et-Saint-Paul mit Tabernakel
- Kirche Saint-Pierre-aux-Liens mit Tabernakel
- Marina am Golf von Lava

## Persönlichkeiten
- Carlo Andrea Pozzo di Borgo (1764–1842), Politiker und Diplomat